# Qu Donghai
Qu Donghai (* 28. Dezember 1973) ist ein ehemaliger chinesischer Skilangläufer.

## Werdegang
Qu startete international erstmals bei den Winter-Asienspielen 1996 in Harbin. Dort gewann er die Silbermedaille über 15 km klassisch und belegte über 10 km klassisch den fünften Platz. Im folgenden Jahr holte er bei der Winter-Universiade in Muju die Silbermedaille über 30 km Freistil und errang über 15 km klassisch den 39. Platz. Bei den Olympischen Winterspielen 1998 in Nagano lief er auf den 29. Platz über 50 km Freistil und bei den Winter-Asienspielen 1999 in Gangwon auf den zehnten Platz über 30 km Freistil. Seine letzten internationalen Rennen absolvierte er bei den Winter-Asienspielen 2003 in der Präfektur Aomori. Dort kam er auf den 12. Platz über 15 km Freistil und gewann zudem die Bronzemedaille mit der Staffel.